# 喜多六平太 (14世)

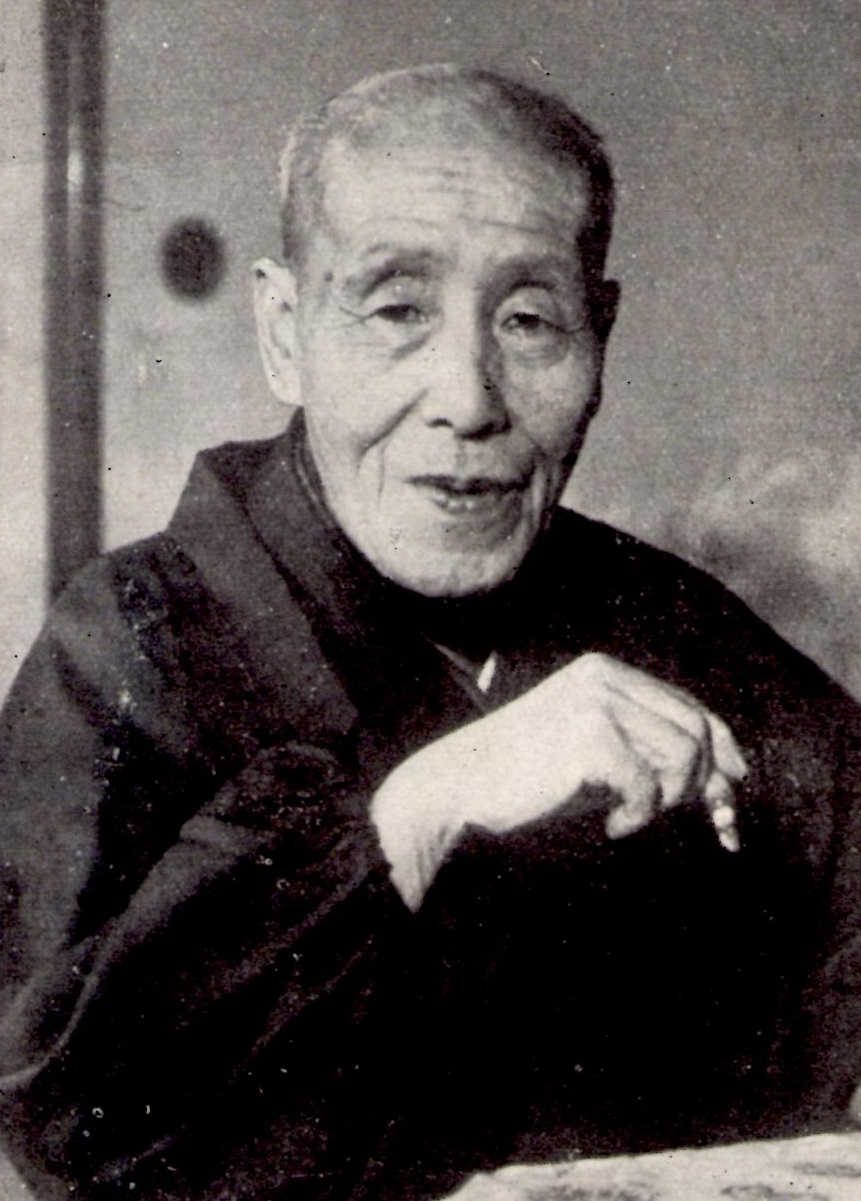
十四世 喜多 六平太

十四世 喜多 六平太（じゅうよんせ きた ろっぺいた、1874年（明治7年）7月7日 - 1971年（昭和46年）1月11日）は、喜多流シテ方能楽師で、喜多流十四世宗家。

## 生涯
東京生まれ。初名は千代造、元の名字は宇都野。旧幕臣・宇都野鶴五郎と、十二世喜多六平太（能静）の三女・まつの間の次男。1879年（明治12年）喜多家に入り、1884年（明治17年）10歳で14代目宗家を継承、1894年（明治27年）六平太を襲名する。家元とはいえ、幼時は喜多流が極度に衰退しており、梅津只円や友枝三郎など多くの弟子筋や分家に師事し、苦心の末に独自の芸を確立した。新しい技法は取り入れず、伝統的な芸風を維持し、昭和を代表する名人となった。1943年（昭和18年）能楽協会の設立委員を務める。1947年（昭和22年）日本芸術院会員。
1949年（昭和24年）10月、喜多を含む日本芸術院会員8人が皇居に招かれ、午餐の御陪食を賜る。食後のお茶の席で、自身が少年の頃に明治天皇の御前で能を演じたことを語る。
1953年（昭和28年）文化勲章受章。1955年（昭和30年）重要無形文化財保持者（人間国宝）に認定。主著は『六平太芸談』がある。墓所は代々浅草花川戸の九品寺だったが、関東大震災後の区画整理により、世田谷区浄真寺に改葬されている。
妻は囲碁の女流棋士である喜多文子（旧姓林）。実子はなく、養子に後藤家より喜多実が入って喜多流十五世宗家を継承している。

## 著書
- 『六平太芸談』春秋社松柏館　1942　のち河出書房市民文庫
- 『私の履歴書 第39集』日本経済新聞社　1970

### 編纂・校訂
- 『喜多流謡曲』喜多千代造校訂　江島伊兵衛　1894-95
- 『喜多流謡本』江島伊兵衛　1902
- 『喜多流囃子仕舞附』紀喜真共著　江島伊兵衛　1905
- 『喜多流うひまなび』編　江島伊兵衛　1907
- 『喜多流謡曲大成』[訂] 江島伊兵衛　1906-07
- 『喜多流謡本』わんや謡曲書肆　1919
- 『喜多流伝授物四番』わんや書店　1921
- 『喜多流謡本』全37巻　喜多流謡曲刊行会　1928-29
- 『昭和版喜多流囃子仕舞附』喜多流謡本刊行会　1930
- 『喜多流名曲百番集』1至3之巻 昭和改訂版　喜多流謡本刊行会　1932-33
- 『喜多流標準謡本』全37巻 [編]喜多流謡本刊行会　1934
- 『大成喜多流中型定本』全39巻 [編]喜多流謡本刊行会　1940-44